# Il guardiano del Louvre
Il guardiano del Louvre (The Ring of Thoth) è un racconto fantastico del 1890 di Arthur Conan Doyle. Costituisce, probabilmente, la fonte principale di molti dei film sul mito della mummia che vennero girati e prodotti nel corso del XX secolo. L'altra storia di Doyle dalle atmosfere egizia è il romanzo breve La mummia (Lot no.249).

## Trama
John Vance Stuart Smith, studioso di storia antica e in particolare dell'Antico Egitto, è in visita a Parigi e in particolare al Museo del Louvre. Qui fa il casuale incontro con uno strano guardiano dalle fattezze egiziane, ma non quelle dei moderni abitatori di questa antica e gloriosa terra, ma di un egiziano del tempo dei faraoni.
Immerso nei suoi studi, il professor Smith si addormenta su una delle scrivanie che il museo mette a disposizione degli studiosi che visitano per studio il famoso museo parigino. Improvvisamente si sveglia, ma la mezzanotte è ormai passata e si ritrova rinchiuso all'interno dell'immensa struttura. Al sopraggiungere della luce di una torcia, il professore si nasconde, pensando fosse un ladro, ma pronto a dire la verità se si dovesse imbattere in una guardia. In realtà è solo il guardiano egiziano che, con cautela ma deciso, si dirige verso la sala dei reperti egizi e si avvicina ad una mummia particolare.
Il professore, incuriosito, si avvicina per vedere meglio, e osserva che il custode toglie dal suo sarcofago l'antico reperto, fa alcuni preparativi e inizia a spogliare delle bende il corpo ormai morto. Sotto le bende c'è una splendida fanciulla le cui fattezze, grazie alle antiche e misteriose arti egiziane, sono rimaste preservate dallo scorrere del tempo: ma proprio in quel momento il professore si fa scoprire.
Il custode, allora, in un primo momento lo minaccia di morte, per poi, alla fine, raccontargli la sua incredibile storia. Egli, in realtà, è Sos-rah, figlio del Gran Sacerdote di Osiris. Addestrato alle arti magiche, il giovane già a sedici anni era in grado di competere con i più grandi sapienti. I suoi studi lo portarono a scoprire una Sostanza Pura che, iniettata nel sangue, dona l'immortalità: è proprio tale sostanza che gli ha consentito di giungere fino a lì senza subire gli effetti del tempo. Tale maledizione, perché ora sa che tale è, all'inizio venne condivisa con il suo migliore amico, Phàrmesh, Sacerdote di Thoth. I due giovani, però, si innamorano della stessa donna, Atmea, figlia del nuovo governatore di Abarys. La giovane, tra i due, scelse Sos-rah, senza però sapere che anche Phàrmesh provava un grande amore per la fanciulla.
A causa di una terribile epidemia Sos-rah, per salvare l'amata, le propone di prendere anche lei la Sostanza Pura, ma Atmea, invocando il Sommo Osiris, in un primo momento si oppone, per poi cedere. Il giorno stabilito, però, la giovane muore, lasciando il mago a piangere lacrime amare di solitudine. Ad acuire tale solitudine ci pensa l'amico Phàrmesh, che gli comunica di aver scoperto una formula che annulla gli effetti della Sostanza Pura, il cui segreto mai gli rivelerà per vendicarsi dell'amore che a lui è stato negato a causa di Sos-rah.
Da allora l'egiziano vaga per il mondo alla ricerca di un modo per scoprire questa formula e, ora che l'ha trovato, per niente al mondo si lascerà sfuggire l'occasione di riunirsi alla sua amata Atmea.
(Passo conclusivo de Il guardiano del Louvre, tratto da un breve articolo del Times, di Arthur Conan Doyle)
E con questa nota finale, letta da Smith al ritorno in patria, si conclude un incredibile racconto che, certamente, ha influenzato non pochi cineasti.